# ناصر رفعت
ناصر رفعت (زاده ۱۳۰۷ - تهران) کارگردان، فیلم‌نامه‌نویس، تهیه‌کننده، مدیر فیلم‌برداری و تدوین‌گر اهل ایران است.
وی در سال ۱۳۵۰ استودیو آربی را تأسیس کرده‌است.

## فعالیت حرفه‌ای

### بازیگر
- آبشار طلا (۱۳۵۱)

### کارگردان
- نبرد عقاب‌ها (۱۳۵۳)
- ضعیفه (۱۳۵۱)
- اعتراف (۱۳۴۵)
- مزد خونین (۱۳۴۴)
- وسوسه (۱۳۴۳)

### نویسنده
- ضعیفه (۱۳۵۱)
- وسوسه (۱۳۴۳)

### تهیه‌کننده
- ضعیفه (۱۳۵۱)
- گناه مادر (۱۳۴۸)
- گنج و رنج (۱۳۴۶)
- اعتراف (۱۳۴۵)
- مزد خونین (۱۳۴۴)
- وسوسه (۱۳۴۳)

### مدیر فیلم‌برداری
- غریبه (۱۳۵۲)
- قمار زندگی (۱۳۵۱)
- شب عروسی (۱۳۵۰)
- من شوهر می‌خواهم (۱۳۴۷)
- من مادرم (۱۳۴۴)
- پهلوان پهلوانان (۱۳۴۸)

### تدوین
- من شوهر می‌خواهم (۱۳۴۷)
- اعتراف (۱۳۴۵)
- شیرمرد (۱۳۴۴)
- مزد خونین (۱۳۴۴)
- من مادرم (۱۳۴۴)
- وسوسه (۱۳۴۳)
- نصیب و قسمت (۱۳۴۱)